# ری ۱۳۶۴۷
سیارک ۱۳۶۴۷ (به انگلیسی: 13647 Rey، نامگذاری:1996HR24) سیزده هزار و ششصد و چهل و هفتمین سیارک کشف شده‌است که در ۲۰ آوریل ۱۹۹۶ کشف شد.
قدر مطلق سیارک برابر ۳۲.۳ است.